# Wake / Lift
Wake / Lift   es el segundo álbum de la banda de post-metal Rosetta. El álbum se publicó el 2 de octubre de 2007 a través de la discográfica Translation Loss Records en CD. A finales de 2008 se preparó una edición limitada con un doble LP.
Este álbum es el primero que no fue completamente editado por la banda. También fue el primer álbum que Rosetta grabó en cinta analógica. En consecuencia, la producción en Wake/Lift  es más refinada que la de los trabajos anteriores de la banda.

## Publicación
Desde alrededores de abril del 2007, Rosetta había estado tocando "Red in Tooth and Claw" en sus actuaciones en directo, primera canción de Wake/Lift.
La canción "Wake" fue publicada con baja calidad en el MySpace de Translation Loss Records el 17 de agosto de 2007, y dos días más tarde en el MySpace de Rosetta.
Un álbum complementario, titulado The Cleansing Undertones of Wake/Lift,  fue publicado junto a Wake/Lift.  Este EP es una recopilación de samples usados por Armine. Sin embargo, este álbum no está sincronizado con Wake / Lift  (como pasa con el primer disco de Rosetta, The Galilean Satellites ); Armine "compuso The Cleansing Undertones of Wake/Lift  a propósito para que sonara horrible si ambos discos se reproducían a la vez".
El álbum fue remasterizado en septiembre de 2008, y se publicó una edición en vínilo de 180 gramos.

## Estilo
El guitarrista de Rosetta, J. Matthew Weed, ha señalado que la banda ha abrazado un sonido más melódico, técnico y experimental. En vez de ser totalmente parecido al sonido metal de The Galilean Satellites, Wake/Lift  es más afín al género del post-rock sin perder las influencias del space rockl y del hardcore.
Lírica y temáticamente, el álbum se aleja de los conceptos astronómicos del primer disco y está más influido por las experiencias de Mike Armine como profesor. Según Mike Armine:

Este disco es más un comentario social de mi primer año de profesor, y como he visto la vida de tantos niños destruida por tener malos padres. Creo fervientemente que las personas deberían estar obligadas legalmente a tener un perro durante tres años antes de tener un niño. Muchas veces me he descubierto a mí mismo apretando los puños mientras escuchaba lo que algunos padres hacen o dicen a sus hijos solo por sus ideas de la culpa, el rechazo, el poder y el abandono.

## Listado de canciones
1. "Red In Tooth and Claw" - 12:15
2. "Lift (part 1)" - 5:06
3. "Lift (part 2)" - 3:19
4. "Lift (part 3)" - 6:08
5. "Wake" - 9:27
6. "(Temet Nosce)" - 14:56
7. "Monument" - 13:30

Temet Nosce  en latín significa "conócete a ti mismo".

## Miembros
- Michael Armine - edición de sonido, voz
- David Grossman - bajo
- Bruce McMurtrie Jr. - batería
- J. Mateo Weed - guitarra eléctrica, mezcla
- Colin Marston - masterización[17]
- Pablo Romano - diseño de la portada[16][17]